# Pulp (gruppo musicale)
I Pulp sono un gruppo musicale rock britannico, fondato a Sheffield nel 1978 dall'allora quindicenne Jarvis Cocker. Il nome originale, poi abbreviato, era Arabacus Pulp. Attivo soprattutto negli anni ottanta e novanta, il gruppo ha proposto un misto di rock e pop con influenze new wave ed elementi di disco music; il gruppo ha dichiarato di ispirarsi palesemente a David Bowie, Cure, The Beatles e The Kinks.
Dopo aver cambiato organico varie volte negli anni '80 e aver pubblicato tre album senza raccogliere particolari consensi, la band guadagnò il successo con gli album His 'n' Hers (1994) e Different Class (1995); quest'ultimo, vincitore del Premio Mercury, raggiunse la prima posizione nella classifica britannica e contiene quattro canzoni entrate nelle prime dieci posizioni della classifica britannica dei singoli.
Nel 1995 i Pulp furono chiamati a sostituire gli Stone Roses sul palco del Festival di Glastonbury, riscuotendo ampi consensi; nel 1998 diedero alle stampe l'album This Is Hardcore e nel 2001 l'album We Love Life. La band, che fino a quel momento aveva venduto circa 10 milioni di copie, iniziò quindi una pausa decennale, interrotta nel 2011, quando si riunì per suonare ad alcuni festival musicali europei, per poi pubblicare nuova musica nel 2013.

## Storia del gruppo

### 1978-1982: Gli inizi
I Pulp iniziarono la loro carriera nella città di Sheffield nel 1978. La formazione originale era composta da Mark Swift, David Lockwood, Peter Dalton e Jarvis Cocker. Alle origini la band si esercitava in casa di Jarvis e il loro primo brano composto fu "Shakespeare Rock". L'uscita dal gruppo di David Lockwood, sostituito poi da Philip Thompson, preannunciò l'inizio di un periodo di continui cambiamenti della formazione originaria. Il primo progetto dei Pulp fu un film, "The Three Spartans", che fu prodotto prima che la band facesse il primo concerto.
Il primo concerto dei Pulp (con Jimmy Sellars al posto di Mark Swift) fu tenuto nel 1980 al Rotherham Arts Centre. Subito dopo i primi concerti due nuovi membri si unirono al gruppo, Jamie Pinchbeck al basso e Wayne Furniss alla batteria. Le prime registrazioni, fatte nel giugno 1981, furono fatte ascoltare al DJ John Peel che li invitò alla registrazione di alcuni brani con Dale Griffin (batterista dei Mott the Hoople).
Nonostante la diffusione in radio dei loro brani a livello nazionale il successo tardò ad arrivare; nel frattempo molti dei membri originari della band lasciarono il progetto per continuare gli studi all'Università. La formazione così vide l'ingresso di Simon Hinkler (che più tardi si unì al gruppo dei The Mission e produsse gli All About Eve), David Hinkler, Wayne Furniss, Peter Boam, Gary Wilson, e la sorella di Cocker, Saskia. La nuova formazione ottenne abbastanza finanziamenti locali da registrare, alla fine del 1982, un mini-album d'esordio intitolato It che uscì l'anno successivo e segnò un cambio di direzione del gruppo rispetto alle precedenti registrazioni fatte con Peel.
Ma la popolarità ancora non arrivò, e la delusione di Cocker per le scelte musicali fatte per l'album It lo portò ad iscriversi all'Università di Liverpool e a sperimentare nuovi generi e stili. Poco prima di questa scelta ci fu l'incontro di Cocker con Russell Senior (violino, chitarra, voce) e Magnus Doyle (batteria). I tre iniziarono a sviluppare una nuova direzione per il gruppo, più sperimentale e artistica. Poco dopo si aggiunsero due amici di Magnus, Peter Mansell (basso) e Tim Allcard (tastiere, sassofono, poesie).

### 1983-1991: La maturità
Dopo una serie di insuccessi nei concerti, Allcard lasciò il posto alle tastiere alla sorella di Magnus Doyle, Candida. La sera della prima esibizione di Candida con la band, Johnny Waller dell'etichetta Fire Records offrì un contratto al gruppo che produsse il singolo Little Girl (With Blue Eyes) uscito alla fine del 1985 più una serie di altri singoli che sarebbero stati pubblicati più tardi nella compilation Masters of the Universe. Questi brani presentavano delle tonalità molto più dark rispetto al disco It, e si avvicinarono allo stile dei The Fall.
In seguito venne prodotto il secondo album del gruppo, Freaks, registrato nel giugno 1986 in una sola settimana e con un budget ridotto dovuto alle pressioni dell'etichetta. L'album però uscì quasi un anno dopo, nel maggio 1987, senza riscuotere il successo sperato. Il disco è amato e odiato allo stesso tempo dai fans dei Pulp, e viene spesso considerato l'antitesi dell'allegro e ottimistico It.
Fu in questo periodo che Cocker, nel tentativo di conquistare una ragazza, cadde da una finestra. L'incidente lo costrinse alla sedia a rotelle per un periodo, dopo il quale Jarvis andò a studiare regia al St. Martins College di Londra.
Durante le riprese per il video del singolo They Suffocate At Night, la formazione cambiò ancora una volta, vedendo l'uscita dal gruppo di Magnus e Peter. Nel tardo 1987 Nick Banks entrò nel gruppo alla batteria, insieme a Steven Havenhand che fu sostituito subito dopo da Anthony Genn (pare che Steven suonasse troppo piano).
Anthony Genn a sua volta lasciò la band, lasciando il posto a Steve Mackey al basso.
Nel 1988, la Fire Records propose un nuovo album. Nacque così Separations. L'attività del gruppo fu debole fino al 1990 quando si tenne un concerto segreto allo Sheffield Leadmill ed un'altra esibizione ripresa da Granada Television per la trasmissione New Sessions. Nel marzo 1991 la Fire pubblicò My Legendary Girlfriend che divenne il singolo della settimana della rivista musicale britannica NME: il primo passo della band verso il successo.

### 1992-1996: Il successo
Delusi dal fatto che Separations non fosse stato ancora pubblicato, i Pulp passarono all'etichetta Warp Records nel 1992. La pubblicazione successiva dei Pulp fu O.U. (Gone, Gone) con etichetta Gift, che fu inoltre accompagnato dal primo tour della band in assoluto. Successivamente la Fire Records pubblicò Separations.
I tre singoli pubblicati dalla Gift furono successivamente raccolti nell'album Intro che fu pubblicato quando il gruppo firmò un contratto con l'etichetta Island Records.
La Island Records quindi pubblicò i singoli Do You Remember the First Time? (affiancato da un filmato di 25 minuti prodotto da Jarvis e Steve) e Lipgloss, che ottennero un modesto successo nelle classifiche britanniche. In seguito venne pubblicato l'album His 'n' Hers che riscosse un grande successo arrivando fino al nono posto della classifica inglese, e ottenendo una nomination al Premio Mercury.
L'improvviso successo fu certamente aiutato dal crescente interesse dei media per la nuova onda di Britpop, che vide protagonisti tra gli altri i Suede, gli Oasis e i Blur. Con questi ultimi i Pulp tennero un tour in America nel 1994, alcuni concerti all'Aston Villa Leisure Centre ed al London's Alexandra Palace.
Il 1995 vide il culmine della fama dei Pulp, grazie all'uscita del loro singolo più famoso Common People, che raggiunse velocemente il secondo posto della classifica inglese, e anche grazie ad un'apparizione sul palco al posto degli Stone Roses al Festival di Glastonbury. Fu in questo periodo che al gruppo si aggiunse il presidente del loro fan club Mark Webber (alla chitarra e alle tastiera).
Il gruppo partì quindi per un tour di 19 date nel Regno Unito e che li portò anche in Europa, in Spagna, Germania, Francia, Belgio e Paesi Bassi, seguiti da alcune date in Giappone e nella Scandinavia.
Nel culmine della carriera la band pubblicò l'album Different Class che ottenne ampi consensi sia dal pubblico che dalla critica, arrivando al primo posto delle classifiche diventando disco d'oro entro la prima settimana e platino entro la seconda. Alla fine dell'anno l'album è tra i Best of the Year. I singoli più popolari estratti dall'album furono Common People, che divenne il singolo più famoso dei Pulp, e Disco 2000, che conquistò un disco di platino nel Regno Unito.
La fama del gruppo visse un'impennata invadendo i tabloid mondiali nel 1996 grazie all'invasione del palco per protesta da parte di Jarvis Cocker e Peter Mansell, durante l'esibizione di Michael Jackson ai Brit Awards. Jarvis saltò sul palco e mostrò il proprio posteriore alla platea, venne arrestato, passò una notte in cella ma venne rilasciato subito.
L'evento scatenò una forte polemica su Jarvis sia nel Regno Unito che altrove, e le vendite del gruppo si innalzarono improvvisamente. Cocker divenne l'idolo di una folla entusiasta del suo gesto. Il Daily Mirror istituì addirittura la campagna Justice For Jarvis a favore dell'azione del cantante, regalando al pubblico, in occasione del concerto della band alla Sheffield Arena del 29 febbraio, delle T-shirt con il logo del cantante stampato sopra. L'edizione del 2 marzo del 1996 della rivista Melody Maker propose l'incoronazione di Cocker.

### 1997-2001: Il prezzo della fama
Dopo un periodo di intensa attività, partecipazioni a festival, concerti e diverse apparizioni in tv, i componenti del gruppo decidono di prendersi un periodo di pausa, per allontanarsi dalle pressioni di stampa e del pubblico. La band avrebbe dovuto infatti iniziare a lavorare su un nuovo album, alla fine del 1996, ma il progetto non decollò. Durante questo periodo di stasi, Russel Senior, membro di lunga data e importante innovatore nel sound dei Pulp, decise di lasciare la band.
A causa di questa inerzia creativa la band impiegò più di un anno per completare il disco successivo: pubblicato nel marzo 1998, This Is Hardcore, risultò un album molto più cupo ed introspettivo rispetto ai precedenti, specchio fedele del sentimento di disillusione della band rispetto al tipo di vita che stavano conducendo. Un cambiamento di stile significativo che ricevette reazioni di critica e pubblico a fasi alterne. Sempre nel 1998, i Pulp collaborarono con Patrick Doyle per il brano Like A Friend, inclusa nella colonna sonora del film Paradiso perduto.
Il gruppo trascorse poi alcuni anni fuori dalle scene prima di riapparire nel 2001 con un nuovo album, We Love Life, che rappresenta una nuova fase nella vita di Cocker e dei Pulp.

### 2002-2010: La separazione
Il 14 dicembre 2002, durante un concerto al Rotherham Magna Centre, Jarvis Cocker annunciò l'avvenuta separazione della band. Il cantante, rimasto sul palco per alcuni minuti dopo il bis finale di Common People, disse alla folla: "Questa sarà l'ultima volta che ci vedremo per un po'. Ma possiamo incontrarci di nuovo, chi lo sa?".
Il frontman diede quindi principio alla carriera solistica pubblicando, nel novembre 2006, il suo primo album omonimo (Jarvis) e partecipando a vari progetti, come i Relaxed Muscle (assieme a Jason Buckle). Nel 2007 partecipò alla produzione di Pocket Symphony, quarto album in studio della band francese AIR, dando voce alle due tracce One Hell Of A Party e The Duelist.
Candida Doyle si è esibita più volte dal vivo con Cocker durante il suo primo tour da solista. Steve Mackey ha lavorato soprattutto come produttore collaborando, tra l'altro, all'album di debutto di MIA (Arular) e a Someone To Drive You Home dei Long Blondes.
L'11 settembre 2006 la band pubblicò le ristampe di tre dei suoi album: His 'n' Hers, Different Class e This Is Hardcore, aggiungendo ad ognuno un bonus disc di tracce inedite e demo. Nell'ottobre 2006 fu pubblicato un cofanetto contenente le registrazioni del gruppo realizzate da John Peel dal 1982 al 2001.

### 2011-2015: Prima reunion

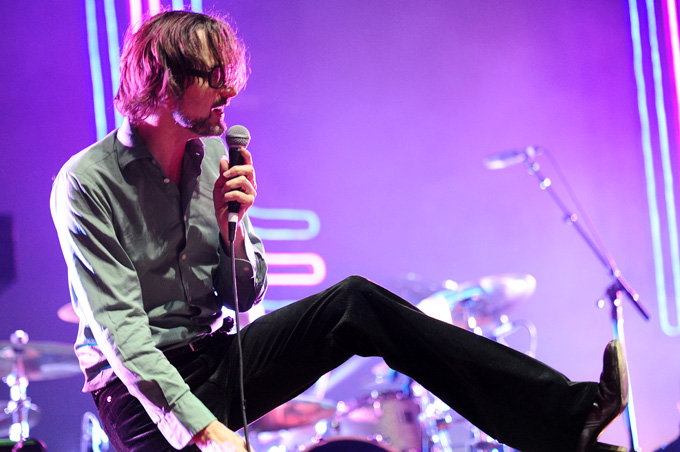
Il frontman della band, Jarvis Cocker, in concerto nel 2011.

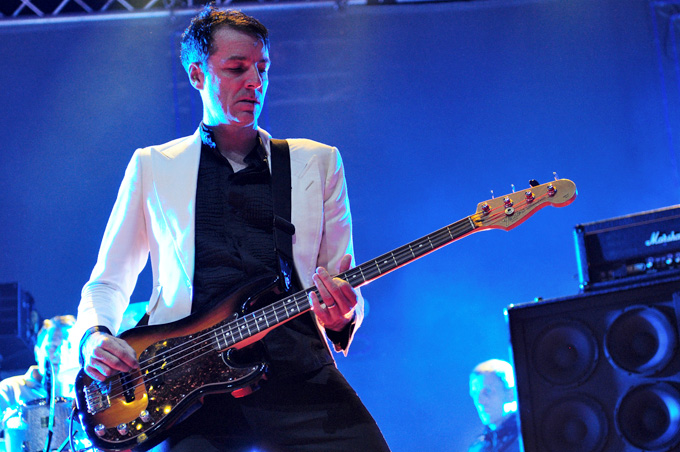
Steve Mackey in concerto con i Pulp nel 2011.

Nel novembre del 2010 la band annunciò l'intenzione di riunirsi nella formazione iniziale (Cocker, Banks, Doyle, Mackey, Senior e Webber) dopo quasi quindici anni per una serie di concerti programmati per l'estate del 2011. Un lungo tour di 22 concerti, tra maggio e settembre, li vide così esibirsi in Australia e in Europa, con tappe in diversi festival musicali: il 26 giugno a Glastonbury, il 3 luglio al Wireless Festival di Londra, il 10 agosto allo Sziget in Ungheria, il 27 agosto al Reading Festival e il giorno successivo, il 28 agosto, chiusero come headliner (artisti principali) il festival di Leeds.
Nel febbraio 2012 It, Freaks e Separations (gli album pubblicati con l'etichetta Fire Records) vennero ristampati, con le tracce bonus Death Goes to the Disco", Dogs Are Everywhere e Sink or Swim.
Allo scoccare della mezzanotte del 25 dicembre 2012 la band rese disponibile per il download digitale un nuovo brano inedito, intitolato After You, che in precedenza esisteva solo in formato di demo.
Nel dicembre 2012 la band si esibì nella nativa Sheffield e rese disponibile per il download una traccia inedita, After You, già esistente sotto forma di demo, a chi aveva assistito al concerto. La canzone fu poi diffusa nel gennaio 2013 ed eseguita dal vivo al Jonathan Ross Show il 9 febbraio seguente. Un remix del brano realizzato da Soulwax fu inserito nel videogioco Grand Theft Auto V. 
Nel maggio 2015 venne svelata una placca celebrativa installata nel luogo del primo concerto della band, il Leadmill di Sheffield. Alla cerimonia erano presenti Jarvis Cocker, Nick Banks, Steve Mackey, Candida Doyle e Mark Webber.

### Dal 2023: Seconda reunion e morte di Mackey
Nel luglio 2022, a seguito della diffusione di voci riguardanti un criptico post su Instagram, Cocker annunciò la reunion del gruppo per una serie di concerti in programma nel 2023. La reunion fu confermata poco dopo da Nick Banks su Twitter. Il 28 ottobre dello stesso anno la band annunciò dei concerti al Finsbury Park (Londra), al festival scozzese TRNSMT, al Latitude Festival e due concerti all'Arena di Sheffield Arena. Steve Mackey rese noto che non avrebbe partecipato al tour, augurando buona fortuna agli ex compagni di gruppo. Il 2 marzo 2023 fu comunicato il decesso di Mackey all'età di 56 anni.
Per il tour della reunion del 2023 la band è stata accompagnata sul palco da Andrew McKinney al basso, Emma Smith alla chitarra e al violino, Adam Betts alle tastiere, alla chitarra e alle percussioni. La formazione della band per la tournée comprendeva anche una sessione di archi di dieci elementi, denominata Elysian Collective. Nel tour furono eseguite dal vivo anche due canzoni inedite, Hymn of the North e Background Noise.
Il 12 dicembre 2024, la band ha annunciato di aver firmato un contratto con la Rough Trade Records, che aveva gestito la band in precedenza.
I Pulp pubblicheranno More, il loro primo album dal 2001, il 6 giugno 2025. "Spike Island", il primo singolo dell'album, è stato  pubblicato il 10 aprile.

## Formazione

### Formazione attuale
- Jarvis Cocker – voce, chitarra, tastiera aggiuntive (1978-presente)
- Candida Doyle – tastiera, voce aggiuntiva (1984-presente)
- Mark Webber – chitarra (1995-presente)
- Nick Banks – batteria (1986-presente)

### Ex componenti
- Steve Mackey – basso (1989-2023)

## Discografia

### Album in studio
- 1983 – It
- 1987 – Freaks
- 1992 – Separations
- 1994 – His 'n' Hers
- 1995 – Different Class
- 1998 – This Is Hardcore
- 2001 – We Love Life
- 2025 - More

EP
- 1996 - Dogs are everywhere
- 1985 - Little girl (with blue eyes)

### Raccolte
- 1993 – Intro - The Gift Recordings
- 1994 – Masters of the Universe
- 1995 – Simply Fuss Free
- 1996 – Countdown 1992-1983
- 1998 – Pulp Goes to the Disco
- 1998 – Freshly Squeezed... the Early Years
- 1998 – Primal...The Best of the Fire Years 1983 - 1992
- 1998 – Millennium Hits
- 1999 – Pulped 83 - 92
- 1999 – Very Best 99
- 2000 – Pulp On Fire
- 2002 – Hits
- 2006 – The Peel Sessions

## Videografia
- 2002 – Hits
- 2005 – Ultimate Live